# August Bender (Chemiker)
Friedrich August Bender (* 16. April 1847 in Weinheim an der Bergstraße; † 13. Mai 1926 in Kupferdreh bei Essen) war ein deutscher Chemiker und Unternehmer.

## Leben
Der Sohn des Pädagogen Karl Friedrich Bender (1806–1869), der 1864 die von seinem Bruder Heinrich gegründete Erziehungsanstalt für Knaben in Weinheim übernommen hatte, studierte Chemie an der Eberhard Karls Universität Tübingen und schloss das Studium bereits 1868 mit der Promotion zum Dr. phil. ab. Anschließend arbeitete er bis zum Ausbruch des Deutsch-Französischen Kriegs 1870 in Frankreich. Ab dem 1. November 1872 war er nach einer kurzen Tätigkeit bei Robert Wilhelm Bunsen in Heidelberg bei Friedrich Krupp in Essen im Siemens-Martin Werk I beschäftigt.
Zusammen mit seinem angehenden Schwager Theodor Narjes (1847–1905) entwickelte er 1876 für Krupp ein Verfahren zur Entphosphorisierung von Eisen, das sie als „Waschverfahren“ bezeichneten und für das Krupp 1877 ein Patent erhielt. In Nordamerika wurde dieses Verfahren länger angewandt, in Deutschland und Europa jedoch wurde es bereits ab 1879 vom Thomas-Verfahren verdrängt.

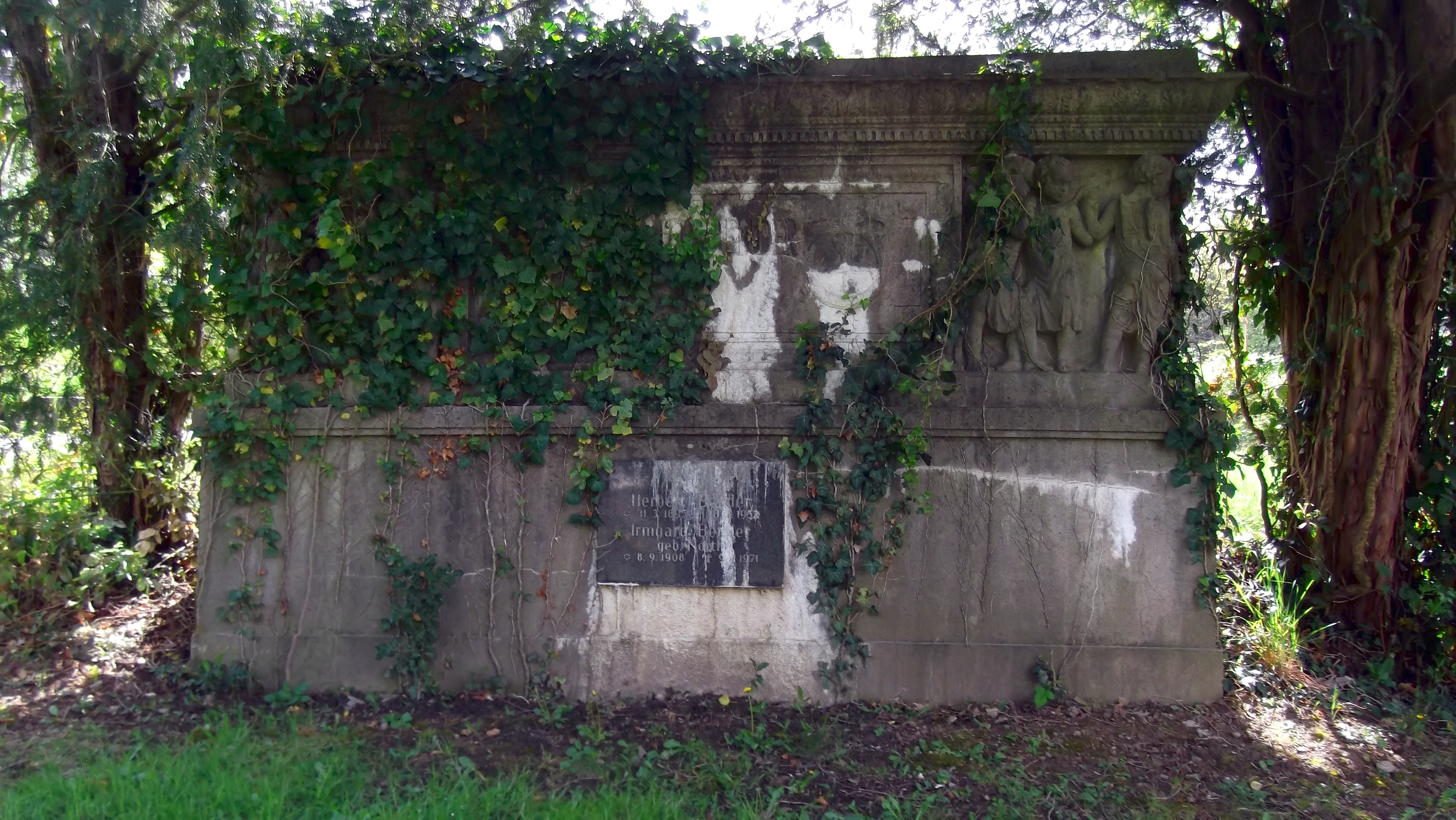
Gruft der Familie August Bender auf dem evangelischen Friedhof in Essen-Kupferdreh.

 Ausgehend von einer 1880 an Schlackenhalden gemachten Beobachtung fanden Bender und Narjes eine Möglichkeit, aus dem Abfallprodukt Hochofenschlacke das Recyclingprodukt Hochofenzement herzustellen. Dafür erhielten sie von Krupp 90.000 Mark. Mit diesem Kapital gründeten sie 1883 in Kupferdreh die erfolgreiche Portlandzementfabrik Narjes & Bender, der 1897 die Zementwaren-Industrie Kupferdreh angegliedert wurde, aus der wiederum die Vereinigte Steinwerke GmbH entstand.
Bender heiratete 1881 Martha geb. Hintze (1858–1912), eine Tochter des wohlhabenden Altenessener Bergwerksdirektors Franz Eduard Hintze (1825–1876) und dessen Ehefrau Johanna Wilhelmine Hintze geb. Hüllstrung (1826–1896). Martha Benders ältere Schwester Maria (1856–1942) heiratete im gleichen Jahr Theodor Narjes. Aus der Ehe von August und Martha Bender gingen drei Söhne und zwei Töchter hervor.

## Ehrungen
In Essen-Kupferdreh ist die Benderstraße nach ihm benannt.